# Аномалоскоп
Аномалоскоп — прибор для испытания цветового зрения и выявления его аномалий и их характера. 
Наиболее распространён аномалоскоп Нагеля (Willibald Nagel, 1870—1911), в котором половина поля зрения освещена смесью красного и зелёного света. Испытуемый изменяет соотношение их интенсивностей до тех пор, пока его глаз не перестаёт отличать полученный таким образом составной цвет от заданного жёлтого, видимого в другой половине поля зрения. По полученному соотношению и судят о его цветовом зрении.
Другие модели аномалоскопов (вторая модель аномалоскопа Нагеля, спектральный аномалоскоп Рабкина) позволяют проводить аналогичные исследования в других частях спектра.
Люди с частичной цветовой слепотой (дихроматы) обнаруживают себя тем, что могут подравнять жёлтый цвет (меняя его интенсивность) любому — от зелёного до красного.
Аномалоскоп ГОИ (система Раутиана), кроме того, позволяет измерить также пороги
цветоразличения для цветов, не различимых дихроматами, испытывая при этом 
различные рецепторы глаза путём применения светофильтров. Такие испытания специально предназначены для обнаружения цветослабости — дефекта, наиболее существенного с практической точки зрения.